# فرودگاه بلرت
فرودگاه بلرت (به انگلیسی: Ballarat Airport) یک فرودگاه همگانی است که یک باند فرود آسفالت دارد و طول باند آن ۱۲۶۵ متر است. این فرودگاه در کشور استرالیا قرار دارد و در ارتفاع ۴۳۷ متری از سطح دریا واقع شده‌است.